# Via etrusca del ferro
La Via etrusca del ferro est une ancienne route étrusque de transport des minerais bruts et objets métalliques datant du VIe siècle av. J.-C. Elle a été définie par l'archéologue Michelangelo Zecchini, qui, en 2004, en a découvert 300 m bien pavés et brillants dans la zone de Frizzone près de Capannori, province de Lucques en Toscane,.

## Historique
Cette artère importante est certainement la plus ancienne route pavée d'Europe et elle permettait le transport du minerai de fer de l'Île d'Elbe à Populonia, puis au port de Pise, sur ma Mer Tyrrhénienne, jusqu'au port de Spina (Comacchio) en Émilie-Romagne, sur la Mer Adriatique, en passant par Capannori, Artimino et Prato.
Sur cet itinéraire se trouvaient deux anciennes cités étrusques  du commerce des métaux :
- Gonfienti (au sud-est de Prato, en Toscane) qui était le carrefour commercial entre l'Étrurie centrale et l'Étrurie padane.
- Kainua (Marzabotto près de Bologne).

Selon l'historien grec Scylax de Caryanda (VIe siècle av. J.-C.), qui en parle dans son Périple du Pseudo-Scylax, il semble que l'on pouvait la parcourir en trois jours  : 

« Après les Ombriens, les Tyrrhéniens. Eux aussi vont de la Mer Tyrrhénienne à l'Adriatique  et ici il y a une ville grecque (Spina) et un fleuve : la navigation vers la ville par le fleuve est de vingt stades : on peut atteindre cette ville depuis Pise en trois jours de marche »

— Traduction italienne du Pseudo Scyliax.